# Уралхимпласт
«Уралхимпласт» — российская компания, расположенная в городе Нижнем Тагиле (Свердловская область, Россия). Крупнейший российский производитель синтетических смол для различных отраслей промышленности и один из крупных заводов Нижнего Тагила.

## История
В 1938 году в Нижнем Тагиле рядом со строящимся «Уралвагонзаводом» началось строительство торфохимзавода для переработки отходов газогенераторной станции «Уралвагонзавода», работавшей на торфе. Он стал выпускать пек, фенольные масла, форсуночное топливо, креолин.
Во время Великой Отечественной войны этот торфхимзавод, названный заводом №767, стал  единственным в СССР предприятием, производившим фенол. Фенол и его производные были основой для пластмасс, из которых изготавливались детали для боеприпасов, в частности, для взрывателей мин. После окончания войны на заводе был увеличен выпуск фенолов, смол, пресс-порошков, электроустановочных и технических изделий, предметов бытового назначения.
В 1966 году Нижнетагильский завод пластмасс был награждён орденом Трудового Красного Знамени.
В 1975 году из Нижнетагильского завода пластмасс, Всеволодо-Вильвенского завода «Метил» и Тюменского завода пластических масс было создано производственное объединение «Уралхимпласт».
После приватизации предприятия в 1996 году его основным акционером стала австрийская фирма «Uralchimplast Beteiligung». Ей принадлежало 96.7% акций компании. По данным на первое полугодие 2024 года, обладателем 96,70% акций ПАО «Уралхимпласт» является австрийская UCP Chemicals AG.

## Совместные предприятия
В 2006 году было создано ООО «Уралхимпласт-Амдор», которое специализируется на производстве и реализации химических реагентов для дорожного строительства и ингибиторов коррозии для нефтедобывающей  и газодобывающей промышленности. 
В 2007 году было создано ЗАО «УралМетанолГрупп» для строительства газохимического комплекса по глубокой переработке газа в продукты органической химии.  
В 2012 году с участием германской компании Hüttenes-Albertus Chemische Werke GMBH, ведущего производителя химической продукции для литейной промышленности, было создано ООО «Уралхимпласт – Хюттенес Альбертус», которое специализируется на производстве и реализации широкого спектра продукции для литейной промышленности. В 2018 году экспертный совет Фонда развития промышленности одобрил ему заем в сумме 490 млн. рублей на производство материалов для изготовления песчаных форм и стержней.

## Экология
В июле 2019 года глава Росприроднадзора Светлана Радионова заявила, что объем выбросов загрязняющих веществ «Уралхимпласта» в воздух Нижнего Тагила составляет 12,3 тысячи тонн. Однако представители компании опровергли слова главы Росприроднадзора, заявив, что в 2018 году выбросы составили около 400 тонн, что меньше разрешенного объема. Следует отметить, что Нижний Тагил попал в список из 12 самых грязных городов России, в которых президент РФ Владимир Путин поставил задачу снизить объем вредных выбросов к 2024 году на 20%.  
В марте 2019 года компания была оштрафована за сверхнормативные сбросы загрязняющих веществ в реку Чёрная Катабка, а в марте 2018 года компания была оштрафована за нарушения в области охраны атмосферного воздуха, обращения с отходами, использования земель.

## Музей
При заводе «Уралхимпласт» есть одноимённый музей, расположенный в переулке неподалёку от главного въезда. В музее проводятся ознакомительные экскурсии, в ходе которых можно рассмотреть различные наглядные пособия, в том числе масштабные диорамы, также бывают экскурсии для школьников и проходят конференции. Музей открыт для посещения.